# Museo Etnográfico de Ankara

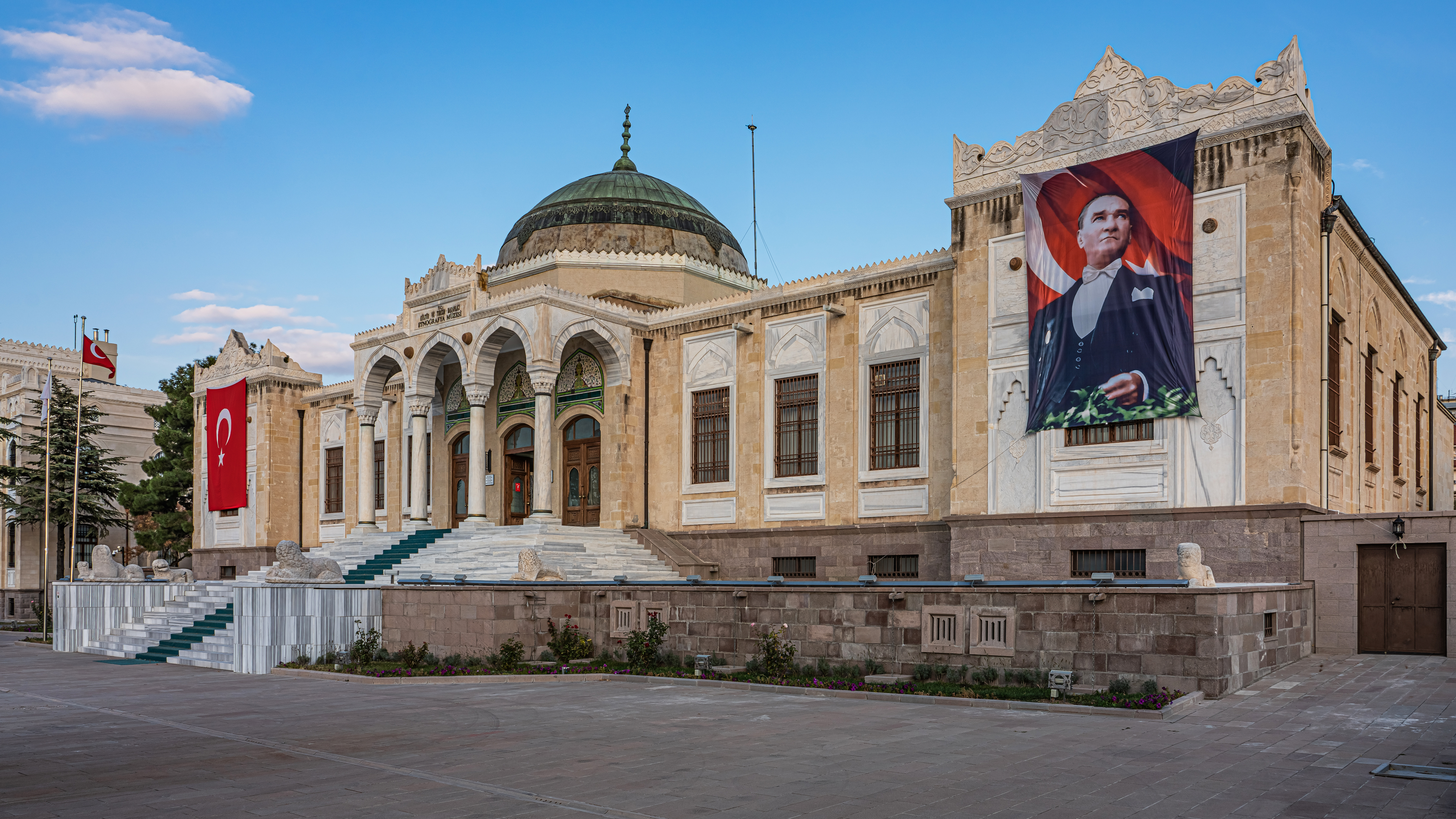
Museo Etnográfico de Ankara

El Museo Etnográfico de Ankara (en turco: Ankara Etnografya Müzesi) está dedicado a las culturas de los pueblos túrquicos. El edificio fue diseñado por el arquitecto Arif Hikmet Koyunoğlu y construido entre 1925 y 1928. El museo acogió temporalmente el sarcófago de Mustafa Kemal Atatürk entre 1938 y 1953, durante el período de construcción de Anıtkabir, su lugar de descanso final. 

## Lugar temporal de descanso de Atatürk

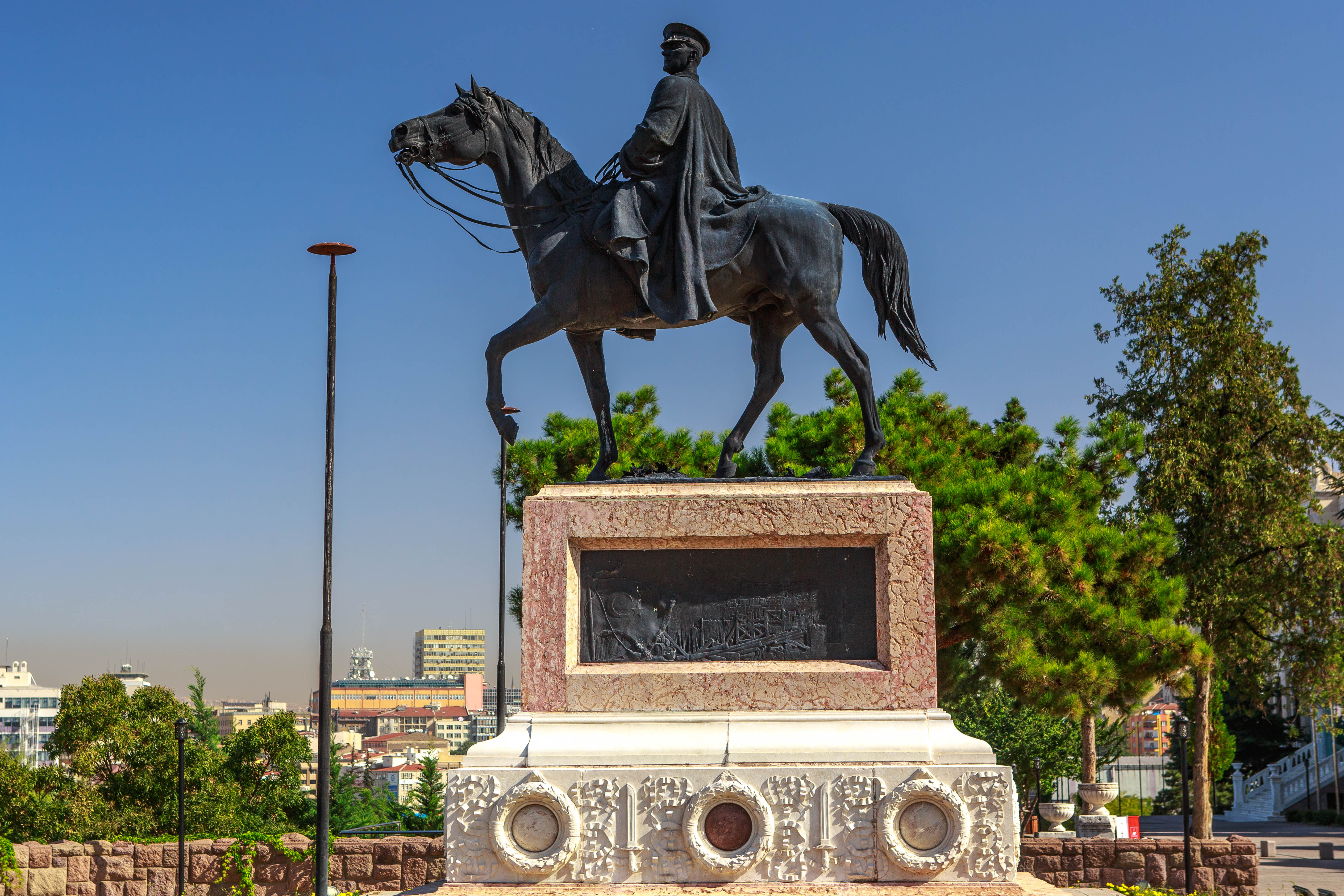
Estatua de Atatürk

Tras la muerte de Atatürk el 10 de noviembre de 1938 en el Palacio de Dolmabahçe, en Estambul, sus restos fueron trasladados el 19 de noviembre a bordo del crucero de batalla TCG Yavûz a Izmit y posteriormente en tren a Ankara, adonde llegaron el 20 de noviembre. El féretro se colocó en un catafalco frente al edificio de la Gran Asamblea Nacional Turca para el funeral de estado de Atatürk. El 21 de noviembre de 1938, su cuerpo fue transportado en un armón tirado por caballos al Museo Etnográfico de Ankara. Guardias de honor británicos, iraníes y yugoslavos escoltaron al cortejo fúnebre al museo. 
El féretro de caoba de Atatürk se colocó dentro de un sarcófago de mármol blanco, donde permaneció durante casi 15 años. El 4 de noviembre de 1953, después de la finalización de Anıtkabır, se abrió el sarcófago en presencia del presidente del Parlamento Refik Koraltan, el primer ministro Adnan Menderes, el jefe del Estado Mayor General Nuri Yamut y otros altos cargos. El féretro fue retirado y colocado en un catafalco en el museo, donde permaneció hasta el 10 de noviembre de 1953 en el 15.º aniversario de su muerte. Fue transferido a Anıtkabir el mismo día, escoltado por honores militares en un armón en un cortejo.